# Miss World
Miss World är en skönhetstävling för ogifta kvinnor mellan 16 och 26 år. Tävlingen når årligen två miljarder TV-tittare i över 200 länder och är därmed ett av världens mest sedda TV-program. Den tillhör "De fyra stora skönhetstävlingarna" i världen.
Vinnaren, som under tiden bor i London, reser runt och representerar Miss World Organization i dess välgörenheter. 
Varumärkets ägare är sedan 2000 brittiskan Julia Morley. 2001 vann den första färgade kvinnan någonsin i tävlingens historia, Agbani Darego från Nigeria, och ett år senare den första muslimen, turkiskan Azra Akin.
Sveriges representant till Miss World utses sedan 2004 i en modelltävling som heter Miss World Sweden.
Kandidaterna i Miss World ställer upp i följande moment, där finalisterna väljs ut till finalkvällen:
- Beach Beauty
- Miss Talent
- Miss Sport
- Beauty With A Purpose
- Top Model
- Personality Award
- Peoples Choice
- Contestants Choice

Vinnarna i varje moment är direktkvalificerade till finalen.

## Miss World-vinnare
| År   | Nationell titel              | Miss World                        | Land                    | Värdland                         |
| ---- | ---------------------------- | --------------------------------- | ----------------------- | -------------------------------- |
| 2021 | Miss Polonia                 | Karolina Bielawska                | Polen                   | San Juan, Puerto Rico            |
| 2019 | Miss Jamaica World           | Toni-Ann Singh                    | Jamaica                 | London, Storbritannien           |
| 2018 | Miss Mexico                  | Vanessa Ponce                     | Mexiko                  | Sanya, Kina                      |
| 2017 | Femina Miss India            | Manushi Chhillar                  | Indien                  | Sanya, Kina                      |
| 2016 | Miss Mundo de Puerto Rico    | Stephanie Del Valle               | Puerto Rico             | Washington, D.C., USA            |
| 2015 | Miss World Spain             | Mireia Lalaguna                   | Spanien                 | Sanya, Kina                      |
| 2014 | Miss R.S.A.                  | Rolene Strauss                    | Sydafrika               | London, Storbritannien           |
| 2013 | Miss World Phillippines      | Megan Yong                        | Filippinerna            | Bali, Indonesien                 |
| 2012 | Miss China World             | Yu Wenxia                         | Kina                    | Ordos, Kina                      |
| 2011 | Miss Venezuela               | Ivian Sarcos                      | Venezuela               | London, Storbritannien           |
| 2010 | U.S. Miss World              | Alexandria Mills                  | USA                     | Sanya, Kina                      |
| 2009 | Miss Gibraltar               | Kaiane Aldorino                   | Gibraltar               | Johannesburg, Sydafrika          |
| 2008 | Krasa Rossiy                 | Ksenia Sukhinova                  | Ryssland                | Johannesburg, Sydafrika          |
| 2007 | Miss China                   | Zhang Zilin                       | Kina                    | Sanya, Kina                      |
| 2006 | Miss České republiky         | Taťána Kuchařová                  | Tjeckien                | Warszawa, Polen                  |
| 2005 | Ungfrú Ísland                | Unnur Birna Vilhjálmsdóttir       | Island                  | Sanya, Kina                      |
| 2004 | Reinas del Perú              | Maria Julia Mantilla García       | Peru                    | Sanya, Kina                      |
| 2003 | Miss World Ireland           | Rosanna Davison                   | Irland                  | Sanya, Kina                      |
| 2002 | Miss Türkiye                 | Azra Akin                         | Turkiet                 | Storbritannien och Nigeria       |
| 2001 | Most Beautiful               | Agbani Asenite Darego             | Nigeria                 | Sydafrika och Zambia             |
| 2000 | Femina Miss India            | Priyanka Mini Chopra              | Indien                  | Storbritannien och Maldiverna    |
| 1999 | Femina Miss India            | Yukta Mookhey                     | Indien                  | Storbritannien och Malta         |
| 1998 | Israel's Maiden of Beauty    | Linor Abargil                     | Israel                  | Seychellerna och Frankrike       |
| 1997 | Femina Miss India            | Diana Hayden                      | Indien                  | Seychellerna och Danmark         |
| 1996 | Star Hellas                  | Irene Skliva                      | Grekland                | Seychellerna och Indien          |
| 1995 | Miss Mundo Venezuela         | Jacqueline Aguilera Marcano       | Venezuela               | Sun City, Sydafrika              |
| 1994 | Femina Miss India            | Aishwarya Rai                     | Indien                  | Sun City, Sydafrika              |
| 1993 | Miss Jamaica                 | Lisa Hanna                        | Jamaica                 | Sun City, Sydafrika              |
| 1992 | Krasa Rossiy                 | Julia Alexandrovna Kourotchkina   | Ryssland                | Sun City, Sydafrika              |
| 1991 | Miss Mundo Venezuela         | Ninibeth Beatriz Leal Jiménez     | Venezuela               | Storbritannien och Atlanta       |
| 1990 | U.S. Miss World              | Gina Marie Tolleson               | USA                     | Storbritannien och Norge         |
| 1989 | Miss Polonia                 | Aneta Beata Kreglicka             | Polen                   | Hongkong och Taiwan              |
| 1988 | Ungfrú Ísland                | Linda Pétursdóttir                | Island                  | Storbritannien och Spanien       |
| 1987 | Miss Österriech              | Ulla Weigerstorfer                | Österrike               | Storbritannien och Malta         |
| 1986 | Miss Trinidad & Tobago World | Giselle Jeanne-Marie Laronde      | Trinidad och Tobago     | Storbritannien och Macau         |
| 1985 | Ungfrú Ísland                | Holmfridur Karlsdóttir            | Island                  | London, Storbritannien och Miami |
| 1984 | Miss Mundo Venezuela         | Astrid Carolina Herrara Irrazábal | Venezuela               | London, Storbritannien           |
| 1983 | Miss U.K.                    | Sarah Jane Hutt                   | Storbritannien          | London, Storbritannien           |
| 1982 | Miss Mundo Dominicana        | Mariasela Alvarez Lebrón          | Dominikanska Republiken | London, Storbritannien           |
| 1981 | Miss Mundo Venezuela         | Carmen Josefina Pilín León Crespo | Venezuela               | London, Storbritannien           |
| 1980 | Miss Deutschland             | Gabriela Brum                     | Västtyskland            | London, Storbritannien           |
| 1979 | Miss Bermuda                 | Gina Ann Casandra Swainson        | Bermuda                 | London, Storbritannien           |
| 1978 | Miss Argentina               | Silvana Rosa Suárez Clarence      | Argentina               | London, Storbritannien           |
| 1977 | Fröken Sverige               | Mary Ann-Catrin Stävin            | Sverige                 | London, Storbritannien           |
| 1976 | Miss Jamaica                 | Cynthia Jean Breakspeare          | Jamaica                 | London, Storbritannien           |
| 1975 | Miss Mundo Puerto Rico       | Wilnelia Merced Cruz              | Puerto Rico             | London, Storbritannien           |
| 1974 | Miss R.S.A.                  | Anneline Kriel                    | Sydafrika               | London, Storbritannien           |
| 1973 | U.S. Miss World              | Marjorie Wallace                  | USA                     | London, Storbritannien           |
| 1972 | Miss World Australia         | Belinda Roma Green                | Australien              | London, Storbritannien           |
| 1971 | Miss Brasil                  | Lúcia Tavares Petterle            | Brasilien               | London, Storbritannien           |
| 1970 | Miss Grenada                 | Jennifer Josephine Hosten         | Grenada                 | London, Storbritannien           |
| 1969 | Miss Österreich              | Eva Reuber Staier                 | Österrike               | London, Storbritannien           |
| 1968 | Miss World Australia         | Penelope Plummer                  | Australien              | London, Storbritannien           |
| 1967 | Reinas del Perú              | Madeleine Hartog-Bell Houghton    | Peru                    | London, Storbritannien           |
| 1966 | Femina Miss India            | Reita Faria                       | Indien                  | London, Storbritannien           |
| 1965 | Miss U.K.                    | Lesley Langley                    | Storbritannien          | London, Storbritannien           |
| 1964 | Miss U.K.                    | Ann Sidney                        | Storbritannien          | London, Storbritannien           |
| 1963 | Miss Jamaica                 | Carol Joan Crawford               | Jamaica                 | London, Storbritannien           |
| 1962 | Miss Nederland               | Catharina Johanna Lodders         | Nederländerna           | London, Storbritannien           |
| 1961 | Miss U.K.                    | Rosemarie Frankland               | Storbritannien          | London, Storbritannien           |
| 1960 | Miss Argentina               | Norma Gladys Cappagli             | Argentina               | London, Storbritannien           |
| 1959 | Miss Nederland               | Corine Rottschäfer                | Nederländerna           | London, Storbritannien           |
| 1958 | Miss R.S.A.                  | Penelope Anne Coelen              | Sydafrika               | London, Storbritannien           |
| 1957 | Miss Finland                 | Marita Lindahl                    | Finland                 | London, Storbritannien           |
| 1956 | Miss Deutschland             | Petra Susanna Schürmann           | Västtyskland            | London, Storbritannien           |
| 1955 | Miss Mundo Venezuela         | Carmen Susana Duijm Zubillaga     | Venezuela               | London, Storbritannien           |
| 1954 | Malket Yamel El Misser       | Antigone Costanda                 | Egypten                 | London, Storbritannien           |
| 1953 | Miss France                  | Denise Perrier                    | Frankrike               | London, Storbritannien           |
| 1952 | Fröken Sverige               | May-Louise Flodin                 | Sverige                 | London, Storbritannien           |
| 1951 | Fröken Sverige               | Kicki Håkansson                   | Sverige                 | London, Storbritannien           |